# Maury (cráter)

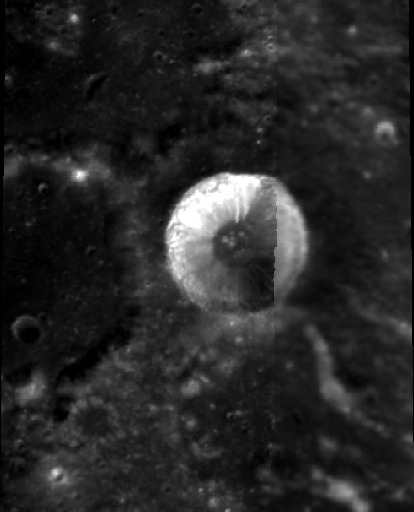
Fotografía de la misión Clementine (1994)

Maury es un pequeño cráter de impacto lunar. Fue primero nombrado en honor del Teniente Matthew Fontaine Maury del Observatorio Naval de los Estados Unidos, mención posteriormente compartida para honrar también a su prima Antonia Maury, del Harvard College Observatory. El cráter se encuentra en la parte noreste de la Luna, justo al este del Lacus Somniorum. Los cráteres más cercanos son Hall al suroeste y Cepheus más al nordeste. Justo al oeste de Maury se localizan los restos inundados de lava del cráter satélite Maury C.
|  |

Se trata de un cráter reciente en forma de cuenco, con un borde circular y una diminuta plataforma central, que incluye un grupo de pequeñas colinas. Las paredes interiores aparecen de un tono más claro que el terreno circundante debido a su mayor albedo. Esto es normal en los cráteres recientes, cuyo interior se volverá gradualmente más oscuro debido a la meteorización espacial.

## Cráteres satélite
Por convención estos elementos son identificados en los mapas lunares poniendo la letra en el lado del punto medio del cráter que está más cercano a Maury.
|       | \| Maury \| Coordenadas \| Diámetro \| \| ----- \| ---------------------------- \| -------- \| \| A \| 36°00′N 41°48′E / 36.0, 41.8 \| 21 km \| \| B \| 35°06′N 42°00′E / 35.1, 42.0 \| 9 km \| \| C \| 37°00′N 38°36′E / 37.0, 38.6 \| 28 km \| \| D \| 38°12′N 37°48′E / 38.2, 37.8 \| 8 km \| \| J \| 39°06′N 40°06′E / 39.1, 40.1 \| 6 km \| \| K \| 39°30′N 41°06′E / 39.5, 41.1 \| 5 km \| \| L \| 40°18′N 42°30′E / 40.3, 42.5 \| 4 km \| \| M \| 40°48′N 42°36′E / 40.8, 42.6 \| 16 km \| \| N \| 40°24′N 41°54′E / 40.4, 41.9 \| 17 km \| \| P \| 39°54′N 38°00′E / 39.9, 38.0 \| 12 km \| \| T \| 40°00′N 43°18′E / 40.0, 43.3 \| 3 km \| \| U \| 39°18′N 37°00′E / 39.3, 37.0 \| 5 km \| |          |
| Maury | Coordenadas | Diámetro |
| A     | 36°00′N 41°48′E / 36.0, 41.8 | 21 km    |
| B     | 35°06′N 42°00′E / 35.1, 42.0 | 9 km     |
| C     | 37°00′N 38°36′E / 37.0, 38.6 | 28 km    |
| D     | 38°12′N 37°48′E / 38.2, 37.8 | 8 km     |
| J     | 39°06′N 40°06′E / 39.1, 40.1 | 6 km     |
| K     | 39°30′N 41°06′E / 39.5, 41.1 | 5 km     |
| L     | 40°18′N 42°30′E / 40.3, 42.5 | 4 km     |
| M     | 40°48′N 42°36′E / 40.8, 42.6 | 16 km    |
| N     | 40°24′N 41°54′E / 40.4, 41.9 | 17 km    |
| P     | 39°54′N 38°00′E / 39.9, 38.0 | 12 km    |
| T     | 40°00′N 43°18′E / 40.0, 43.3 | 3 km     |
| U     | 39°18′N 37°00′E / 39.3, 37.0 | 5 km     |